# Drepanoplatynus
Drepanoplatynus là một chi bọ cánh cứng thuộc họ Scarabaeidae.